# Sázavka
Sázavka (en allemand : Smerdow) est une commune du district de Havlíčkův Brod, dans la région de Vysočina, en République tchèque. Sa population s'élevait à 334 habitants en 2020.

## Géographie
Sázavka se trouve à 11 km au sud-sud-ouest de Golčův Jeníkov, à 19 km au nord-ouest de Havlíčkův Brod, à 40 km au nord-nord-ouest de Jihlava et à 80 km au sud-est de Prague.
La commune est limitée par Leština u Světlé au nord-ouest et au nord, par Chrtníč au nord, par Habry à l'est, par Kunemil au sud et par Světlá nad Sázavou et Ovesná Lhota à l'ouest.

## Histoire
La première mention écrite du village date de 1226. Il se trouve dans la région historique de Bohême.